# Bètalactamase
Enzymen die bèta-lactamantibiotica kunnen afbreken worden bèta-lactamases genoemd. Door gebruik van een bèta-lactamase-inhibitor zoals clavulaanzuur of tazobactam kan de werking van bèta-lactamases worden tegengegaan, zodat het bèta-lactamantibioticum alsnog zijn werk kan doen.